# Dikilí Tas
Dikilí Tas (en grec, Ντικιλί Τας) és un jaciment arqueològic de Grècia situat a la regió de Macedònia Oriental, a 2 km de l'antiga ciutat de Filipos. S'hi han descobert importants troballes prehistòriques, tant del Neolític, com de l'edat del bronze. A més, també s'han trobat restes dels períodes hel·lenístic i romà. Una torre romana d'Orient és situada a la part més alta de l'indret.
El nom de Dikilí Tas té l'origen en l'època de dominació otomana i significa 'pedra dempeus', en referència a un monument funerari d'època romana que és a prop del jaciment arqueològic. Aquest monument, la inscripció del qual indica que s'erigí en honor de Gai Vibi, un militar romà, l'esmentaren alguns viatgers des del s. XV. Carl Blegen i Francis Bertram Welch identificaren el lloc com a prehistòric a causa de la presència de ceràmica allí dispersa.

## Ubicació
Es troba a la plana de Drama. Estava envoltat de muntanyes, i antigament hi havia un llac al lloc, que es dessecà entre 1931 i 1940. L'emplaçament gaudia de condicions molt favorables com abundants deus d'aigua i terres fèrtils. A més, dominava un pas entre muntanyes que servia de ruta de comunicació entre les dues parts de la plana.

## Excavacions
S'hi han fet excavacions per membres de l'Escola Francesa d'Atenes i de la Societat Arqueològica d'Atenes. Les primeres, les realitzà Louis Renaudin, entre 1920 i 1922, però les principals campanyes d'excavació s'han dut a terme en tres programes de recerca: entre 1961 i 1975, sota la direcció de Jean Deshayes i Dimitrios Teojaris; entre 1986 i 1996, dirigides per Jaidou Koukouli-Jrysantaki i René Treuil, i a partir del 2008, sota la supervisió de Pascal Darcque, Jaidou Koukouli-Jrysantaki, Dimitra Malamidou i Zoi Tsirtsoni.

### Assentaments neolítics

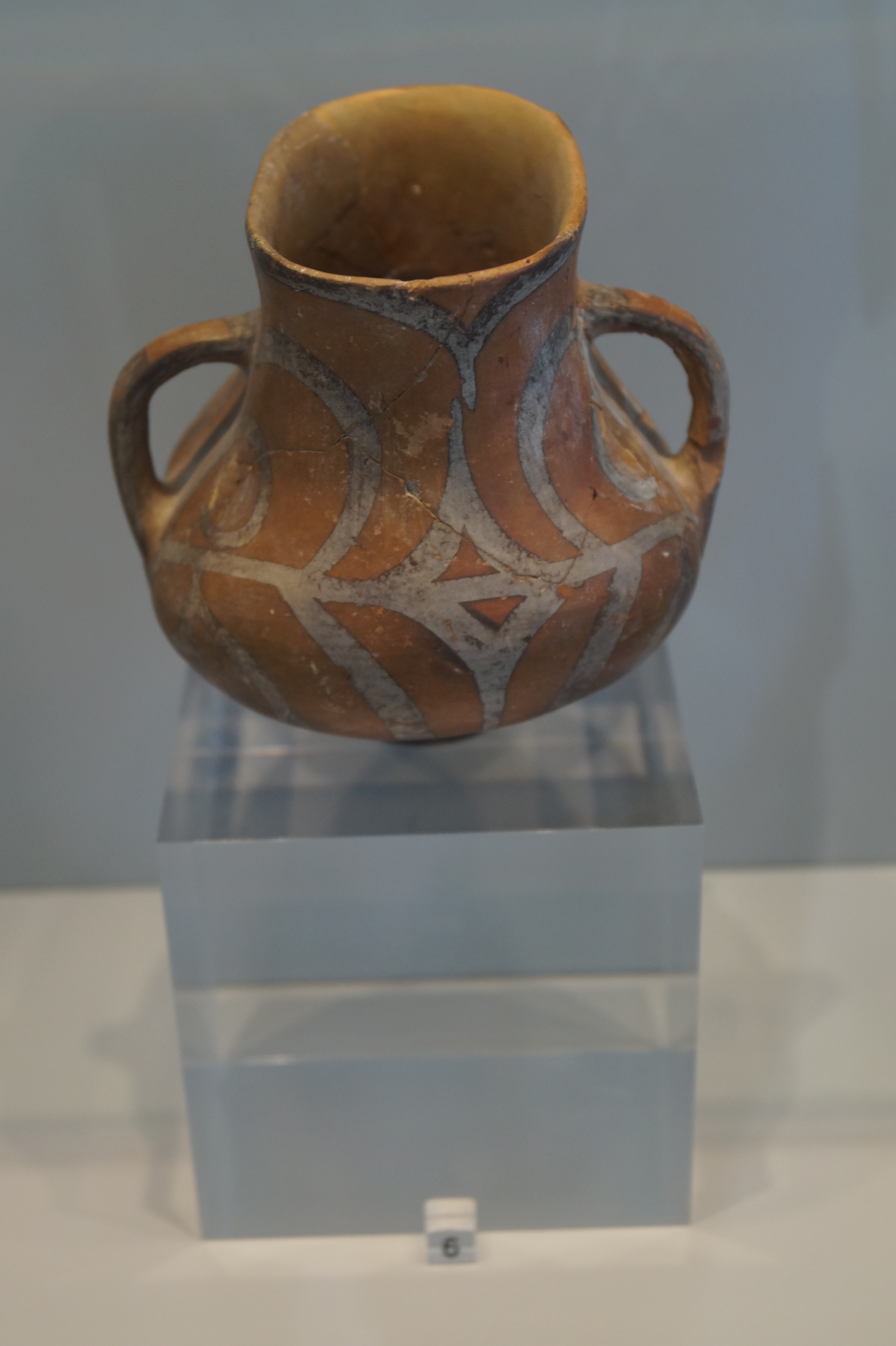
Vas del Neolític tardà II, Museu Arqueològic de Filipos

Les primeres fases d'ocupació de l'assentament daten de mitjans del setè mil·lenni ae. En el neolític recent I hi hagué un període d'habitació destacat, a l'entorn de 5200-4800 ae. La capa estratigràfica corresponent indica la presència d'espais de trànsit entre les cases, així com una espècie de pati on s'emmagatzemaven i preparaven aliments.
D'altra banda, en el neolític recent II (4700-4300/4200 ae), la capa estratigràfica és més fina que l'anterior però l'extensió de l'assentament augmentà.
S'han trobat objectes com eines, culleres, peces de ceràmica amb un forat al mig, peses de teler i segells. Les joies s'elaboraven amb pedra, os, argila i petxines marines. A més, és singular un gra de coure del Neolític recent I. Els recipients que s'han conservat, les funcions dels quals eren d'emmagatzematge i filtrat d'aliments, o de preparació de fragàncies, estaven fets d'argila o pedra. Els de terrissa es fabricaven a l'entorn de l'assentament, però en canvi no està provat que els de pedra es feren allí. D'altra banda, s'hi han trobat figuretes zoomòrfiques, antropomòrfiques i objectes en miniatura que representaven mobles, cases i altres estructures, de vegades decorats.

### Assentaments de l'edat del bronze

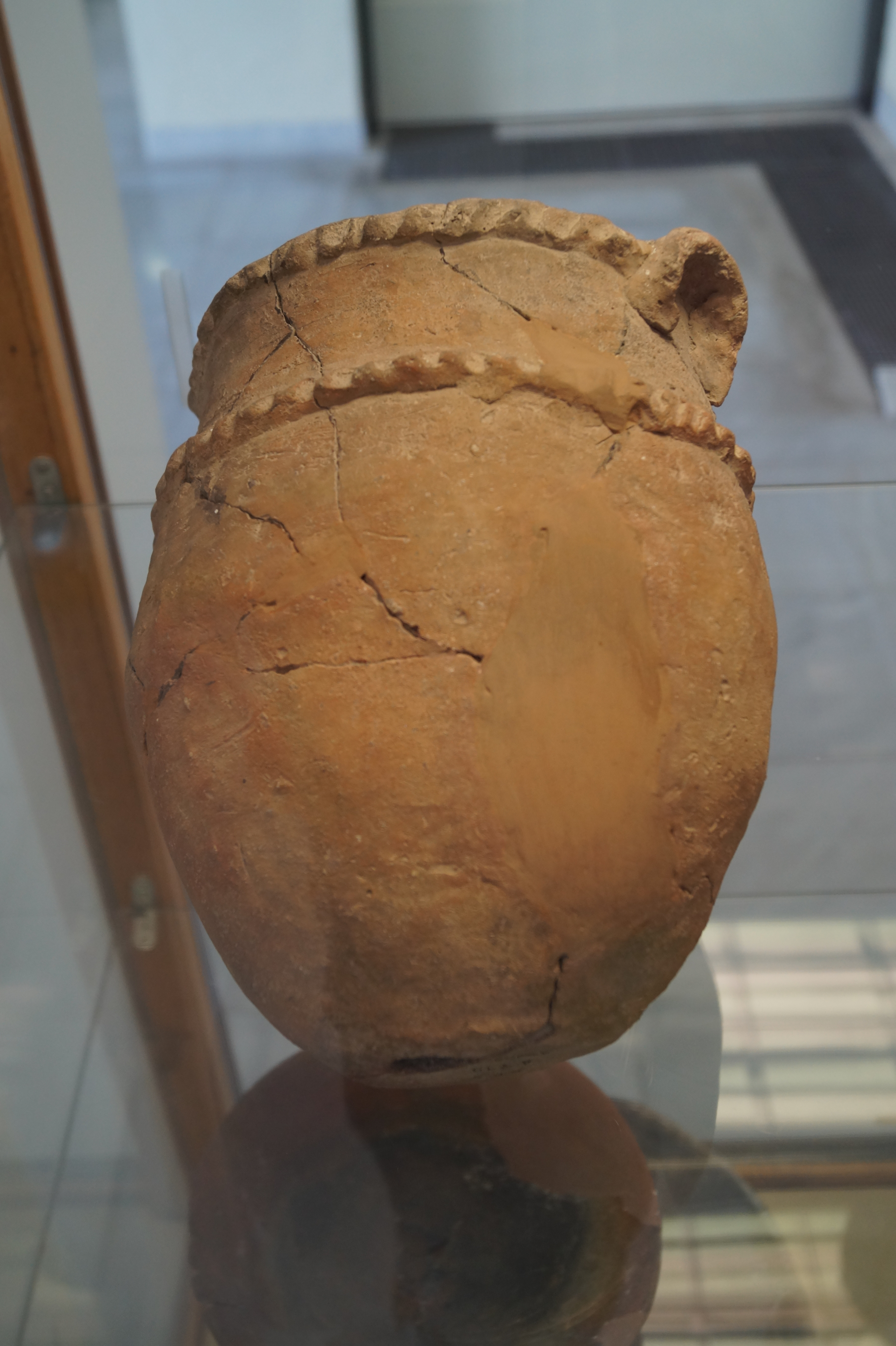
Recipient de l'hel·làdic primerenc, Museu Arqueològic de Kavala

En l'edat del bronze primerenc, l'àrea habitada era prou àmplia també. Cal destacar una casa de pla rectangular de més de 10 m de llarg i amplària desconeguda. Les parets se'n feien amb terra batuda sobre una estructura de fusta. La base n'era de pedra. Entre les troballes, hi ha noves formes de peces de ceràmica, així com peses de teler.
De l'hel·làdic recent IIIC (1200-1150 ae) hi ha aparegut un ganivet de bronze i un recipient amb decoració micènica. Es desconeix la data d'abandó del llogaret, però sembla que restà inactiu des del final d'aquest període fins al s. IV ae.

### Períodes històrics
Cap al 360 ae una colons de Tassos fundaren la propera ciutat de Crènides. D'aquest període s'han trobat a Dikilí Tas algunes monedes i peces de ceràmica però no hi ha indicis de cap construcció. De l'època romana tampoc s'hi veu cap edifici, però sí que hi ha indicis que es dugué a terme una neteja del lloc. La torre romana d'Orient que ocupa la part superior de Dikilí Tas, relacionada amb un període d'auge de la ciutat de Filipos, degué ser erigida al s. X. La destruïren al s. XIII o XIV.